# Frank Neubarth
Frank Neubarth (Amburgo, 29 luglio 1962) è un allenatore di calcio ed ex calciatore tedesco, di ruolo attaccante.

## Caratteristiche tecniche
Alto più di 1,90, aveva nel gioco aereo la sua peculiarità.

## Carriera
Giocatore e bandiera del periodo d'oro del Werder Brema a cavallo degli anni '80 e '90 del XX secolo, contribuì fra gli altri alla vittoria della Bundesliga 1987-88.

## Statistiche

### Cronologia presenze e reti in Nazionale
| Cronologia completa delle presenze e delle reti in nazionale ― Germania Ovest | Cronologia completa delle presenze e delle reti in nazionale ― Germania Ovest | Cronologia completa delle presenze e delle reti in nazionale ― Germania Ovest | Cronologia completa delle presenze e delle reti in nazionale ― Germania Ovest | Cronologia completa delle presenze e delle reti in nazionale ― Germania Ovest | Cronologia completa delle presenze e delle reti in nazionale ― Germania Ovest | Cronologia completa delle presenze e delle reti in nazionale ― Germania Ovest | Cronologia completa delle presenze e delle reti in nazionale ― Germania Ovest |
| Data                                                                          | Città                                                                         | In casa                                                                       | Risultato                                                                     | Ospiti                                                                        | Competizione                                                                  | Reti                                                                          | Note                                                                          |
| ----------------------------------------------------------------------------- | ----------------------------------------------------------------------------- | ----------------------------------------------------------------------------- | ----------------------------------------------------------------------------- | ----------------------------------------------------------------------------- | ----------------------------------------------------------------------------- | ----------------------------------------------------------------------------- | ----------------------------------------------------------------------------- |
| 02/04/1988                                                                    | Berlino                                                                       | Germania Ovest                                                                | 1 – 0                                                                         | Argentina                                                                     | Torneo Quattro Nazioni                                                        | -                                                                             | 81’                                                                           |
| Totale                                                                        |                                                                               | Presenze                                                                      | 1                                                                             |                                                                               | Reti                                                                          | 0                                                                             |                                                                               |

## Palmarès

### Giocatore

#### Competizioni nazionali
- Campionato tedesco: 2

Werder Brema: 1987-1988, 1992-1993
- Coppa di Germania: 2

Werder Brema: 1990-1991, 1993-1994
- Supercoppa di Germania: 3

Werder Brema: 1988, 1993, 1994

#### Competizioni internazionali
- Coppa delle Coppe: 1

Werder Brema: 1991-1992